# Arturo Ramón Ávila
Arturo Ramón Ávila (* 31. August 1885 in San Miguel (El Salvador); † 19. Juni 1951) war ein salvadorianischer Politiker und Diplomat.

## Leben
Arturo Ramon Ávila studierte an der Universidad de El Salvador Rechtswissenschaft, wo er zum Doktor der Rechte und der Sozialwissenschaft promoviert wurde. Er erhielt eine Zulassung als Rechtsanwalt und Notar. Von 1908 bis 1910 war er Richter am Amts- und Strafgericht von Santa Tecla. 1908 wurde er zum Generalkonsul in London ernannt, wo er von 9. Mai 1912 bis 1921 Exequatur hatte und als Geschäftsträger fungierte. 1912 nahm er an der ersten internationalen Opiumkonferenz und der Konferenz zum Wechsel- und  Scheckrecht in Den Haag teil. Er war Sekretär der salvadorenische Delegation zu den Hundertjahrfeiern der Cortes von Cádiz. Er war Delegierter zur Vorbereitung in London und zur ersten Vollversammlung des Völkerbundes 1920 in Genf. 1922 war er Staatssekretär im Außenministerium. Von Juli 1922 bis Februar 1923 war er Außenminister in der Regierungen von Jorge Meléndez. 1926 leitete er die salvadorenische Delegation zum Congreso Panamericano in Panama-Stadt. 1931 wurde er zur vierten Pan-American Commercial Conference nach Washington, D.C. und 1933 zur siebten panamerikanischen Konferenz nach Montevideo delegiert.
| Vorgänger              | Amt                                                              | Nachfolger          |
| ---------------------- | ---------------------------------------------------------------- | ------------------- |
| —                      | salvadorianischer Geschäftsträger in London 9. Mai 1912 bis 1921 | Samuel Jorge Dawson |
| Juan Francisco Paredes | salvadorianischer Außenminister Juli 1922 bis Februar 1923       | Reyes Arrieta Rossi |